# Monta McGhee
Monta McGhee er en amerikansk basketballspiller, som er født i Dallas, Texas i 1979.[kilde mangler]
Monta er 202 cm høj og vejer 93 kg. Han spiller enten Small forward eller Power Forward.[kilde mangler]
I USA spillede han to år på Kishwaukee College og derefter to år mere på Lewis University[kilde mangler].
Efter hans college karriere valgte Monta at tage til Danmark og spille for Team Sjælland i sæsonen 2004/2005[kilde mangler].
Da Team Sjælland rykkede ned i først division valgte han at skifte til Horsens IC og var en af de bærende kræfter da Horsens IC vandt det danske mesterskab over Bakken Bears[kilde mangler]. I sæson 2007/2008 skiftede Monta endnu engang, denne gang til tyske Cuxhaven.[kilde mangler]
Monta Mcghee  blev nomineret til årets Sportsnavn ved Sportsawards Horsens 2007[kilde mangler].

## Statistik (pr. kamp)
| Klub          | Sæson     | Points | Assists | Rebounds | Steals | Turnovers | Minutter |
| Team Sjælland | 2004/2005 | 23,2   | 3,7     | 9,6      | 1,6    | 3,8       | 34:55    |
| Horsens IC    | 2005/2006 | 22,8   | 3,3     | 12,3     | 2,5    | 3,4       | 37:07    |
| Horsens IC    | 2006/2007 | 23,8   | 4,1     | 13,2     | 2,8    | 4,1       | 38:00    |